# Creu de terme del Palau d'Anglesola
Creu de terme del Palau d'Anglesola és un monument del municipi del Palau d'Anglesola inclòs en l'Inventari del Patrimoni Arquitectònic de Catalunya.

## Descripció
Creu de terme assentada damunt de tres graons octogonals, sobre una basa que combina la línia còncava i convexa i reunint els vuit angles que produeix l'últim graó, s'erigeix el fust. Aquest, separat de la basa per tres motllures, suporta un capitell de forma romboïdal, també amb vuit angles. Damunt el capitell se situa la creu en forma trevolada, els seus angles queden desdibuixats per formes corbes. Cal destacar que de tot el conjunt el que més ressalta és el capitell, més gran i més voluminós que la mateixa creu.

## Història
La manca de documentació ens fa recórrer a la memòria popular: diuen els avis del poble que sempre han vist la creu al mateix lloc, igual que els seus pares.